# Władysław Sowiński (wojskowy)
Władysław Sowiński (ur. 6 listopada 1883 w Kozaczówce, zm. 21 września 1950) – pułkownik łączności Wojska Polskiego.

## Życiorys
Urodził się 6 listopada 1883 we wsi Kozaczówka, w ówczesnym powiecie borszczowskim Królestwa Galicji i Lodomerii, w rodzinie Józefa i Marii z Dutkiewiczów (1852–1939), nauczycielki. W 1893 ukończył szkołę powszechną i rozpoczął naukę w c. k. Gimnazjum Rudolfa w Brodach (w 1897 ukończył naukę w klasie IIIb). W 1905 ukończył naukę w Szkole Kadetów Piechoty we Lwowie.
W 1908 rozpoczął zawodową służbę wojskową w cesarskiej i królewskiej Armii. Został wcielony do 4 Galicyjskiego Batalionu Strzelców Polowych, który stacjonował w Braunau am Inn w Górnej Austrii. W latach 1910–1911 był słuchaczem Kursu Telegraficznego Piechoty w Tulln an der Donau. Po ukończeniu kursu kontynuował służbę w 4 Galicyjskim Batalionie Strzelców Polowych. W szeregach tego oddziału wziął udział w mobilizacji sił zbrojnych Monarchii Austro-Węgierskiej, wprowadzonej w związku z wojną na Bałkanach (1912–1913), a następnie walczył na froncie wołyńskim i włoskim podczas I wojny światowej. Do 8 listopada 1916 był dowódcą kadry kompanii zapasowej batalionu w Radymnie, następnie (do 11 maja 1917) dowódcą kompanii karabinów maszynowych, a później dowódcą batalionu. W czasie służby w c. i k. Armii awansował na kolejne stopnie: porucznika ze starszeństwem z 1 maja 1908, nadporucznika 4 czerwca 1913 ze starszeństwem z 1 maja 1913 i kapitana ze starszeństwem z 1 września 1915.
W latach 1918–1919 pełnił służbę w Dowództwie Okręgu Generalnego Kraków, początkowo jako referent telegrafów i telefonów, a następnie łączył funkcję oficera służby łączności ze stanowiskiem dowódcy batalionu telefonicznego zapasowego. Później został przeniesiony do Okręgu Generalnego Kielce, gdzie dowodził kolejno Kompanią Zapasową Telegraficzną Nr 3 (od października 1919), Półbaonem Zapasowym Telegraficznym Nr I w Kielcach i III Batalionem Telegraficznym w Kielcach. Na tym ostatnim stanowisku 30 lipca 1920 został zatwierdzony z dniem 1 kwietnia 1920 w stopniu majora, w Korpusie Wojsk Łączności, w grupie oficerów byłej armii austro-węgierskiej. 16 listopada 1920 objął stanowisko oficera służby łączności w Dowództwie Okręgu Generalnego Poznań, a 28 października 1921 funkcję szefa łączności w Dowództwie Okręgu Korpusu Nr VII w Poznaniu, pozostając oficerem nadetatowym 3 pułku łączności w Grudziądzu. 3 maja 1922 został zweryfikowany w stopniu podpułkownika ze starszeństwem od 1 czerwca 1919 i 6. lokatą w korpusie oficerów łączności. W czerwcu 1924 został przeniesiony do 2 pułku łączności w Jarosławiu z pozostawieniem na dotychczasowym stanowisku w DOK VII. 1 grudnia 1924 prezydent RP nadał mu stopień pułkownika z dniem 15 sierpnia 1924 i 2. lokatą w korpusie oficerów łączności. W marcu 1929 został zwolniony ze stanowiska szefa 7 Okręgowego Szefostwa Łączności w Poznaniu i oddany do dyspozycji dowódcy Okręgu Korpusu Nr VII, a z dniem 31 sierpnia tego roku przeniesiony w stan spoczynku. W 1934, jako oficer stanu spoczynku pozostawał w ewidencji Powiatowej Komendy Uzupełnień Poznań Miasto. Posiadał przydział do Oficerskiej Kadry Okręgowej Nr VII. Był wówczas „w dyspozycji dowódcy Okręgu Korpusu Nr VII”.
Po zakończeniu służby wojskowej został zatrudniony w Dyrekcji Poczt i Telegrafów w Poznaniu. Zmarł 21 września 1950 i został pochowany na cmentarzu wojskowym przy ul. Prandoty w Krakowie (kw. 6 woj.-2-18). 

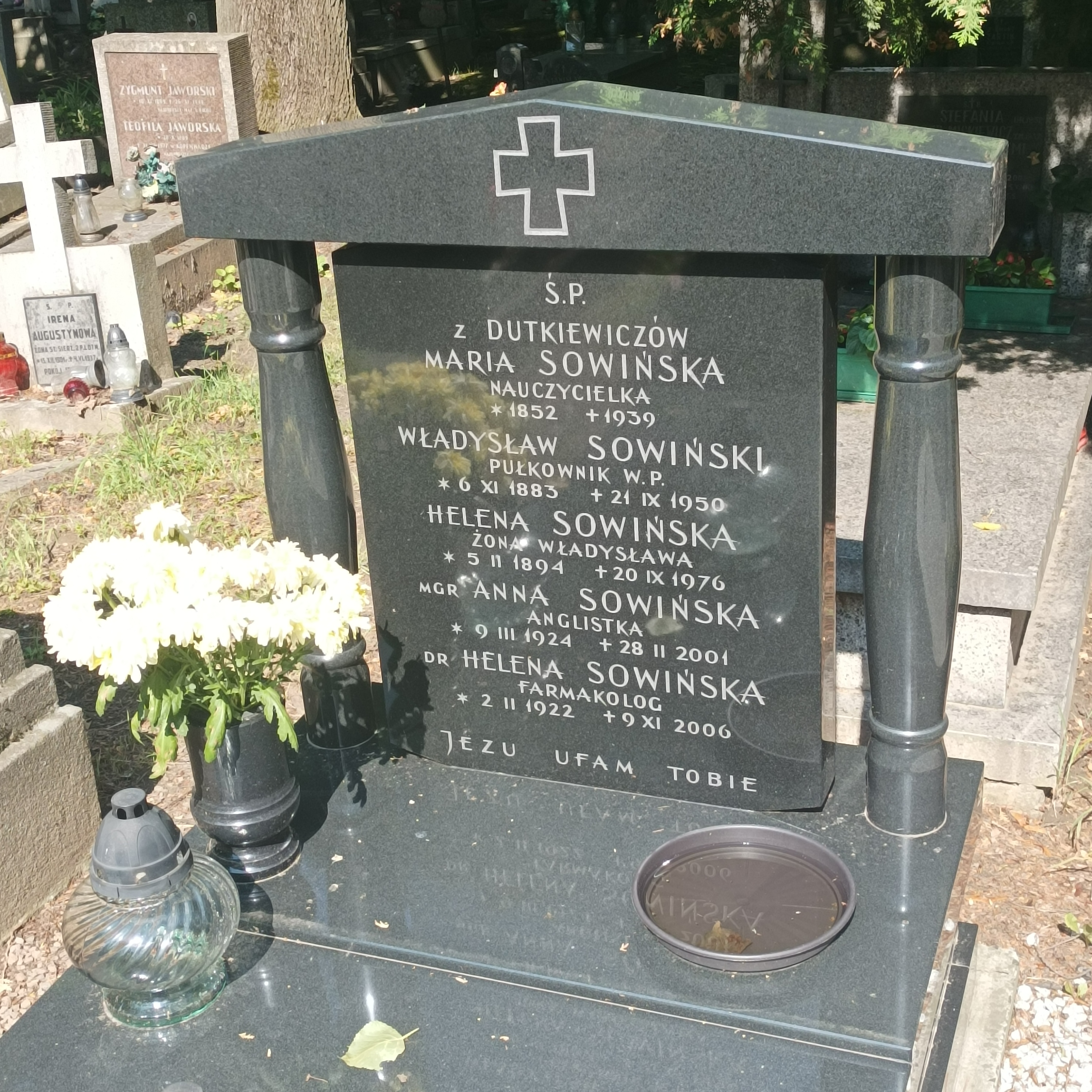
Grób płka Władysława Sowińskiego na cmentarzu wojskowym przy ul. Prandoty w Krakowie

Był żonaty z Heleną z Mikuszewskich (ur. 5 lutego 1894 w Podgórzu, zm. 20 września 1976), z którą miał dwie córki: Helenę Marię (ur. 2 lutego 1922, zm. 9 listopada 2006), farmaceutkę i Annę Janinę (ur. 9 marca 1924, zm. 28 lutego 2001), anglistkę.

## Ordery i odznaczenia
- Krzyż Walecznych[32][33][34]
- Medal Niepodległości – 16 marca 1937 „za pracę w dziele odzyskania niepodległości”[35][5][36]

W czasie służby w c. i k. Armii otrzymał:
- Krzyż Zasługi Wojskowej 3 klasy z dekoracją wojenną i mieczami,
- Srebrny Medal Zasługi Wojskowej na wstążce Krzyża Zasługi Wojskowej,
- Brązowy Medal Zasługi Wojskowej z mieczami na wstążce Krzyża Zasługi Wojskowej,
- Krzyż Wojskowy Karola,
- Krzyż Jubileuszowy Wojskowy,
- Krzyż Pamiątkowy Mobilizacji 1912–1913[15].